# Maria Latella
Maria Latella (Reggio Calabria, 13 giugno 1957) è una giornalista, conduttrice televisiva, scrittrice, opinionista, conduttrice radiofonica italiana, conduttrice tv per Rai 3, e per Radio 24.

## Biografia
Nata a Reggio Calabria, discendente dei Latella ha vissuto a Sabaudia per i primi 18 anni di vita e poi a Genova, città dove si è laureata in legge, fino al 1990.
È giornalista professionista, iscritta nell'albo dell'Ordine del Lazio dal 1983. Ogni mattina è su Radio 24 con 24 Mattino e la domenica con Nessuna è perfetta, programma dedicato ai temi della parità di genere e della formazione.
Dal 2005 punto di riferimento dell'informazione politica di Sky TG24, conduce ogni sabato il suo programma, L'Intervista, che ha ricevuto il Premio Ischia come miglior programma di attualità e politica.
Editorialista del quotidiano romano Il Messaggero, fa parte del consiglio del Centro Studi Americani. Ha lavorato per il gruppo Rizzoli-Corriere della Sera per ventitré anni, prima inviata di politica per il Corriere della Sera e poi direttrice, dal 2005, del settimanale Anna. Nel 2006 guida la trasformazione del periodico nel nuovo A.

### Vita privata
È sposata con il pubblicitario inglese Alasdhair Macgregor-Hastie, vicepresidente dell'agenzia pubblicitaria francese BETC. Ha una figlia, Alice, direttrice creativa a Berlino. Vive dividendosi tra Roma, Milano e Parigi.

## Carriera
Dopo aver vinto una borsa di studio della FNSI e della FIEG, è stata assunta nel quotidiano genovese Il Secolo XIX, dove ha lavorato come cronista di giudiziaria e poi come inviata. In quegli anni ha collaborato con il network televisivo americano NBC, nella cui sede di New York ha maturato uno stage.
Dal 1990 al 2005 è stata al Corriere della Sera, prima a Milano e poi a Roma come inviata per la politica.
Dal 2005 al 2013 è stata direttore del settimanale Anna, rinnovandolo anche nella testata che è diventata "A" nel 2006.
Dal 2013 è editorialista per il quotidiano romano Il Messaggero.
Dai tempi dello stage alla Nbc, i suoi rapporti con gli Stati Uniti sono rimasti intensi. È stata US visitor per due volte negli anni 80, ha seguito molte campagne presidenziali americane, da quella tra Bush padre e Dukakis (1988) alle convention democratiche a Boston (Kerry candidato) e repubblicane a New York (George W. Bush candidato), fino alla convention di Denver (Colorado) in cui Barack Obama sconfisse Hillary Clinton.
Nel 2016 è stata invitata dall'Institute of politics dell'università di Chicago (politics.uchicago.edu) dove nella primavera dello stesso anno ha tenuto corsi sul populismo in Europa.
Nel 2019 le viene conferito alla Camera dei deputati il Premio America della Fondazione Italia USA.

### Televisione
Ha esordito nel 1996 su Rai 3 con Dalle venti alle venti, programma di informazione politica.
Nel 1998 ha condotto, sempre su Rai 3, Salomone, un talk show di prima serata dedicato ai temi della giustizia civile.
Nel 2005 è stata chiamata da Sky TG24 alla conduzione del programma di attualità e politica Sky TG 24 Pomeriggio e da allora è uno dei volti noti della pay tv con il programma L'Intervista, nel quale ospita ogni domenica autorevoli protagonisti della politica, dell'economia e della cultura. Dal 2024, abbandona Sky e torna su Rai 3 con A casa di Maria Latella; partecipa inoltre come opinionista in numerosi programmi dell'emittente pubblica. Dal 3 giugno 2025 cura una rubrica all'interno di Unomattina estate. Nell'estate 2025 per 3 sabati consecutivi intervista tre registi diversi prima e dopo l'inizio del film del sabato di Luglio 2025.

### Radio
Nel 2003 ha condotto su Radio 24 L'Utopista.
Tra il 2004 e il 2005, sempre su Radio 24, ogni sabato ha condotto la rassegna stampa dedicata ai settimanali italiani e stranieri.
Dal 2006 al 2015 ha avuto un appuntamento fisso con gli ascoltatori di RTL 102.5 nel programma condotto da Fulvio Giuliani e Giusi Legrenzi.
Dal 13 settembre 2015 su Radio 24 conduce ogni domenica mattina Nessuna è perfetta, trasmissione di attualità concentrata su donne e lavoro e anche sulla formazione delle nuove generazioni. Dal 3 settembre 2018 conduce con Simone Spetia 24 Mattino, dal lunedì al venerdì su Radio 24.

## Opere
- Regimental. Dieci anni con i politici che non sono passati di moda (Marsilio, 2003)[13].
- Tendenza Veronica (Rizzoli, 2004-2009), prima biografia di Veronica Lario, seconda moglie di Silvio Berlusconi[14]
- Come si conquista un Paese. I sei mesi in cui Berlusconi ha cambiato l'Italia (Rizzoli, 2009)[15].
- Il potere delle donne. Confessioni e consigli delle ragazze di successo (Feltrinelli, 2015)[16].
- Fatti privati e pubbliche tribù. Storie di vita e giornalismo dagli anni sessanta a oggi (San Paolo, 2017)[17][18].